# Нельсон, Фрэнк (хоккеист)
Фрэнсис Огастес «Фрэнк» Нельсон-младший (англ. Francis Augustus "Frank" Nelson, Jr.; 24 января 1910 — 9 марта 1973) — американский хоккеист, нападающий; серебряный призёр зимних Олимпийских игр 1932 года.

## Биография
Окончил Йельский университет в 1931 году, занимался активно спортом: хоккеем, футболом, бейсболом и академической греблей. Занимался страховым бизнесом. В 1932 году в составе сборной США по хоккею с шайбой завоевал серебряные медали Олимпийских игр в Лейк-Плэсиде (пять игр и одна заброшенная шайба), годом ранее также завоевал серебряные медали чемпионата мира.